# Халдія
Халдія (англ. Haldia, бенг. হলদিয়া) — місто в індійському штаті Західний Бенгал, великий морський порт, розташований в гирлі Хуґлі, одного з рукавів Гангу, приблизно за 50 км від Колкати.
| Індія | Це незавершена стаття з географії Індії. Ви можете допомогти проєкту, виправивши або дописавши її. |